# فيلهلم أندرسون
فيلهلم أندرسون (بالإستونية: Wilhelm Anderson)‏ (و. 1880 – 1940 م) هو فيزيائي، وعالم فلك، وعالم فيزياء فلكية، وأستاذ جامعي من إستونيا . ولد في مينسك.
توفي عن عمر يناهز 60 عاماً.

## التعليم
تعلم في جامعة تارتو